# Chayei Adam
El Chayei Adam (en hebreu: חיי אדם) (en català: "La vida de l'home") és una obra sobre la llei jueva escrita pel Rabí Avraham Danzig (1748–1820), que tracta sobre les lleis discutides en la secció Orach Chayim del Xulhan Arukh.
El llibre está organitzat en 224 seccions, 69 d'elles tracten sobre la conducta diaria i la pregària, i 155 tracten sobre mantenir el Sàbat i els dies festius.
El Chayei Adam estava destinat principalment als jueus laics, i no als erudits rabínics. L'obra literària es presenta en un format fàcilment accessible. En moltes ciutats, algunes societats d'estudi es van formar amb el propòsit d'estudiar el Chayei Adam.
El Rabí Danzig va recopilar i va seleccionar les obres dels savis Acharonim, en relació amb la halacà que es va escriure durant més de dos segles i mig després de l'aparició del codi legal del Xulhan Arukh. Una obra paral·lela, Nixmat Adam, es va publicar juntament amb el Chayei Adam, aquesta obra analitza els problemes de la halacà amb una major profunditat. Les dues obres normalment s'imprimeixen juntes.
El valor de l'obra s'evidencia en el fet que el Rabí Chaim de Volozhin, conegut per la seva oposició als resums de halacà, va atorgar la seva aprovació a l'obra, amb la condició que cada secció tingués referències creuades amb el Xulhan Arukh per a permetre un estudi més profund del mateix. Les regles del Chayei Adam es citen sovint en altres obres posteriors, especialment a la Mixna Berura.